# Mertwowod
Der Mertwowod (ukrainisch Мертвовод, auch Мертвовід Mertwowid) ist ein 114 km langer, linker Nebenfluss des Südlichen Bugs in der Ukraine. Er entwässert ein Einzugsgebiet von 1774 km² und hat ein Gefälle von 1,8 m/ km.

## Verlauf
Der Fluss entspringt im Norden des Dorfes Krywonossowe (Кривоносове) im Süden der Oblast Kirowohrad und fließt hauptsächlich in südwestliche Richtung an Bratske vorbei und durch die  Aktowe-Schlucht (Актівський каньйон Aktiwskyj kanjon), ein geologisches Naturdenkmal mit einer Fläche von über 250 Hektar beim Dorf Aktowe, bis er südöstlich der Stadt Wosnessensk in der Oblast Mykolajiw in den Südlichen Bug mündet.

## Nebenflüsse
Der Mertwowod hat mehr als 140 Nebenflüsse. Darunter von rechts:
- Losuwatka (ukrainisch Лозуватка), 14 km lang, Einzugsgebiet 58 km²,
- Kamjano-Kostuwata (ukrainisch Кам'яно-Костувата), 26 km lang, Einzugsgebiet 324 km²,
- Komyschuwata (ukrainisch Комишувата), 26 km lang, Einzugsgebiet 156 km²,
- Arbusynka (ukrainisch Арбузинка), 51 km lang, Einzugsgebiet 384 km²

## Flussübergänge
In Wosnessensk überqueren mehrere Brücken den Mertwowod. Südlich der Stadt führt die Bahnstrecke nach Odessa über den Fluss und kurz danach auch über den Südlichen Bug. Im Ortszentrum befindet sich die Brücke an der Hauptstrasse nach Mykolajiw, die bei den Kämpfen während des Russischen Überfalls auf die Ukraine 2022 zerstört wurde, und mehrere Lokalwege von Wosnessensk queren das Gewässer auf kleinen Brücken und Stegen.
Am Oberlauf des Flusses bestehen Übergänge von Regional- und Lokalstraßen in Taboriwka, Woroniwka, Aktowe, Petropawliwka, Pawlodariwka, Bratske, Kamianutwawka, Donchyne, Wytjasiwka und Krywonossowe.